# گیدو مارکی
گیدو مارکی (انگلیسی: Guido Marchi; ۲۱ سپتامبر ۱۸۹۶ – ۰ فوریهٔ ۱۹۶۹) بازیکن فوتبال اهل ایتالیا بود.
از باشگاه‌هایی که در آن بازی کرده‌است می‌توان به باشگاه فوتبال یوونتوس اشاره کرد.